# 威廉·卡思伯森
威廉·卡思伯森（英語：William Cuthbertson，1902年7月21日—1963年11月24日），英国男子拳击运动员，1923年成为职业选手。他曾代表英国参加1920年夏季奥林匹克运动会拳击比赛，获得男子蝇量级铜牌。